# Bagassa guianensis
Bagassa guianensis — дерево родини шовковицевих (Moraceae), поширене в Бразилії та Гвіані (Французькій Гвіані, Суринамі й Гаяні). Дерево є цінним джерелом деревини та їжі для диких тварин. Листя молодих рослин настільки відрізняється зовнішнім виглядом від листя дорослих, що молоді та дорості рослини протягом довгого часу відносили до різних видів.

## Зовнішній вигляд
Bagassa guianensis — велике дводомне листопадне дерево, що досягає висоти до 45 м та діаметра стовбура до 190 см. Листя молодих рослин складається з трьох чітко розділених частин, але стає суцільним у дорослих рослин. Зазвичай листки 6-22 см завдовжки, інколи до 30 см, та 3-17 см завширшки, інколи до 23 см.
Чоловічі та жіночі квітки утворюються на окремих суцвіттях. Чоловічі суцвіття списоподібні, 4-12 см завдовжки. Жіночі суцвіття організовані у компактні кластери 1-1,5 см в діаметрі. Їстівні супліддя 2,5-3,5 см в діаметрі.

## Класифікація
Bagassa guianensis — єдиний представник монотипічного роду Bagassa. Рід був утворений в 1775 році французьким ботаніком Жаном Батістом Крістофором Обле при описі виду. Опис Обле засновувався на молодому листі та супліддях. Окремо від нього, засновуючись на дорослому листі та чоловічих квітках, французький ботанік Нікез Огюст Дево у 1825 році описав цю рослину під назвою Piper tiliifolium, а Шарль Годішо-Бопре в 1844 році описав її ж під назвою Laurea tiliifolia. Раймонд Бенуа в 1933 році переніс цю рослину до роду Bagassa, як B. tiliifolia. В 1880 році Луї Едуар Бюро описав рослину, яку він назвав B. sagotiana, засновуючись на дорослому листі та жіночих квітках. Рослини з молодим та дорослим листям вважалися різними видами до 1975 року, цього року голландський систематик Корнеліс Берг в роботі «Флора Суринаму» все ще зберігав поділ на два окремі види. Лише пізніше це непорозуміння було виправлено завдяки спостереженням дерев протягом тривалого часу.

## Розповсюдження
Bagassa guianensis поширена у Гаяні, Суринамі, Французькій Гвіані, у північній частині Амазонії, тобто бразильських штатах Амапа, Пара, Мараньян і Рорайма. Ізольована популяція існує в південно-західній частині штатів Мату-Гросу і Рондонія.

## Екологія
Bagassa guianensis відрізняється довгою тривалістю життя та здатністю заселяти нові території, вона часто росте у вторинних лісах та на ділянках лісоповалу.
Хоча структура квіток B. guianensis пропонує запилювання кажанами, деякі автори вказують на можливість запилення вітром. Спостереження вказують на запилення трипсами, які, у свою чергу, можуть переноситися вітром. Одне дослідження, проведене у штаті Пара, показало, що проростають в середньому насінини, що пролетіли між 308 і 961 м від жіночих та чоловічих квіток.
Насіння переноситься численними тваринами, такими як мавпи, птахи, олені, гризуни і черепахи.

## Використання
Bagassa guianensis дає цінну деревину та широко використовується людиною. Ця деревина застосовується для будівництва, виробництва меблів та будування човнів.